# Economía de Vietnam del Sur

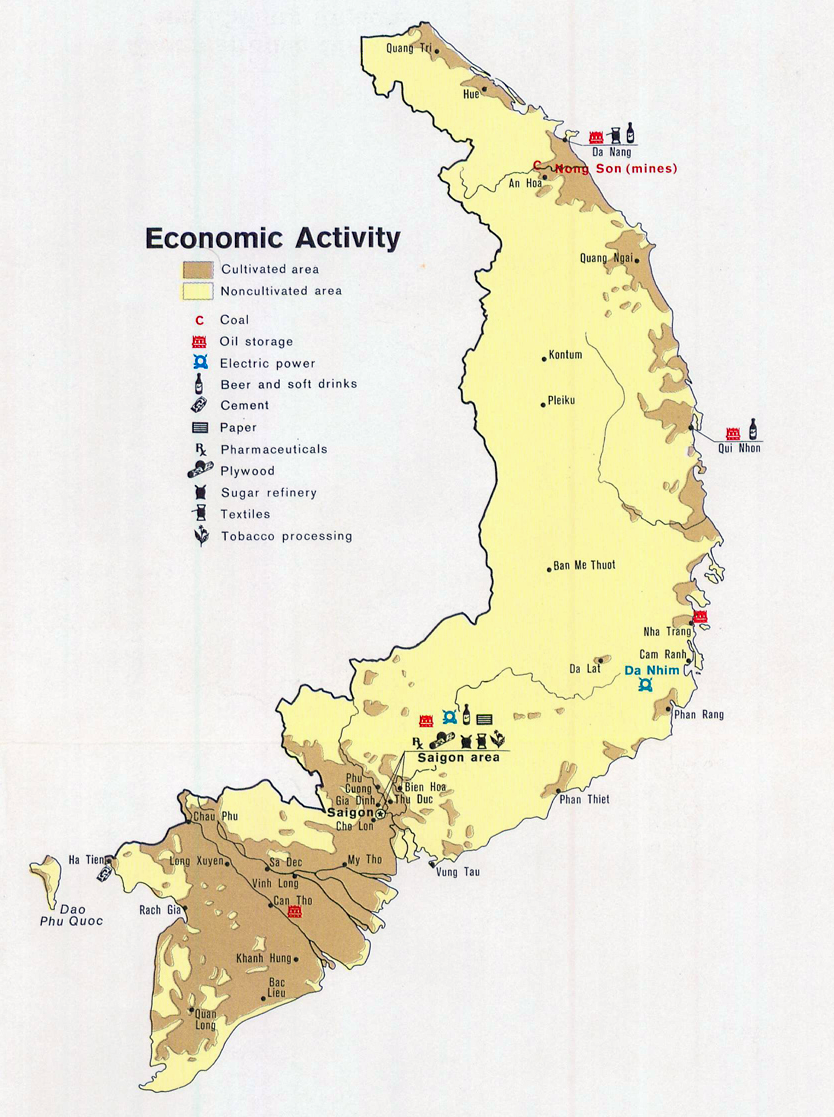
Actividad económica de Vietnam del Sur en 1972 (en inglés)

La República de Vietnam (Vietnam del Sur) tuvo una economía de mercado, abierta, principalmente basada en servicios, agricultura, y la ayuda que recibía de Estados Unidos. Su economía fue relativamente libre entre 1963 a 1973. Si bien formalmente era una economía libre de mercado, el desarrollo económico estuvo principalmente basado en planes económicos quinquenales o planes económicos de cuatro años. Su economía permaneció estable durante esos diez años, pero luego se enfrentó a dificultades a causa de la guerra lo que condujo a un proceso de crecimiento económico inestable, con altos déficit presupuestarios, elevada inflación y déficits en la balanza comercial. El gobierno de Vietnam del Sur debió implementar dos reformas agrarias. 
Estados Unidos desempeñó un importante rol en la economía mediante ayudas económicas y técnicas y el comercio.

## Etapas de crecimiento

### Período previo a 1965
Con anterioridad a 1965 la economía de Vietnam del Sur experimentó un rápido crecimiento del PIB, lo que fue acompañado por un razonable incremento del IPC. El presupuesto oficial de la República de Vietnam inicialmente tuvo superávit pero a partir de 1961 fue deficitario. La inversión fue importante, y en general la industria y la agricultura mostraron un alto ritmo de crecimiento. En 1955, el gobierno de Ngô Đình Diệm creó el Departamento de Divisas del Banco Nacional que emitió una nueva moneda en reemplazo de la Piastra de la Indochina francesa y definió la paridad cambiaria del dong con el dólar norteamericano en 35:1. Se realizó una reforma agraria que se extendió hasta 1960. Los terrenos no utilizados fueron apropiados y se los redistribuyó entre los agricultores. Se limitó la propiedad sobre la tierra a 1 kilómetro cuadrado por persona, la superficie en exceso a dicha cantidad debía ser vendida al gobierno, y el gobierno a su vez la vendía nuevamente a campesinos que no tuvieran tierra. Los campesinos y agricultores debían firmar un contrato de uso por la tierra, el mismo establecía el pago de una renta por la tierra. Como resultado de estas reformas agrarias dos tercios de la tierra quedaron en manos de los terratenientes ricos de Vietnam del Sur. Por lo tanto, el gobierno de Nguyễn Văn Thiệu volvió a lanzar un programa de reforma agraria para corregir esta situación. En 1956, la República de Vietnam aprobó una constitución en la cual se especificaba la creación y rol del Consejo Nacional Económico. Este consejo era presidido por el vicepresidente de la República de Vietnam. Ese mismo año, Vietnam se asoció al Fondo Monetario Internacional (FMI). Durante marzo de 1957, se emite la Declaración del Presidente de la Primera República (Tuyên ngôn của Tổng thống Đệ nhất Cộng hòa) de Ngô Đình Diệm, en la cual se invita a la inversión foránea y doméstica y se compromete la protección gubernamental de los beneficios de los inversores, así mismo se promueven políticas de aliento de la inversión (tasas de interés preferenciales, impuesto sobre la renta, impuesto sobre los ingresos…).
El gobierno de Ngô Đình Điệm implementó una política de industrialización orientada a la exportación para reemplazar bienes importados y armó un esquema proteccionista, barreras arancelarias y no arancelarias se crearon para proteger a las industrias livianas. Como resultado de esta política se estableció la primera fábrica de papel de Vietnam, denominada An Hao (1961) ubicada en Bien Hoa la cual permitía cubrir entre un 30% al 40% de la demanda local de papel. Se le dio prioridad a las importaciones de máquinas, equipos y metales necesarios para sostener las industrias protegidas, a la vez que las exportaciones fueron favorecidas con medidas de promoción tales como el pago de subsidios gubernamentales para varios de los productos exportados. La paridad cambiaria fue ajustada para promover las exportaciones. Las exportaciones desde Vietnam fueron paulatinamente en aumento desde 1955 hasta 1965. El gobierno implementó sus políticas económicas de desarrollo a través del plan quinquenal económico 1957 - 1962.
Durante este período la economía de la República de Vietnam fue progresista, sin embargo, conflictos políticos e inestabilidad institucional (conflictos armados entre facciones, golpes de estado, aparición del Frente Nacional de Liberación de Vietnam del Sur limitaron la eficiencia de estas políticas.

### Años 1965–1969

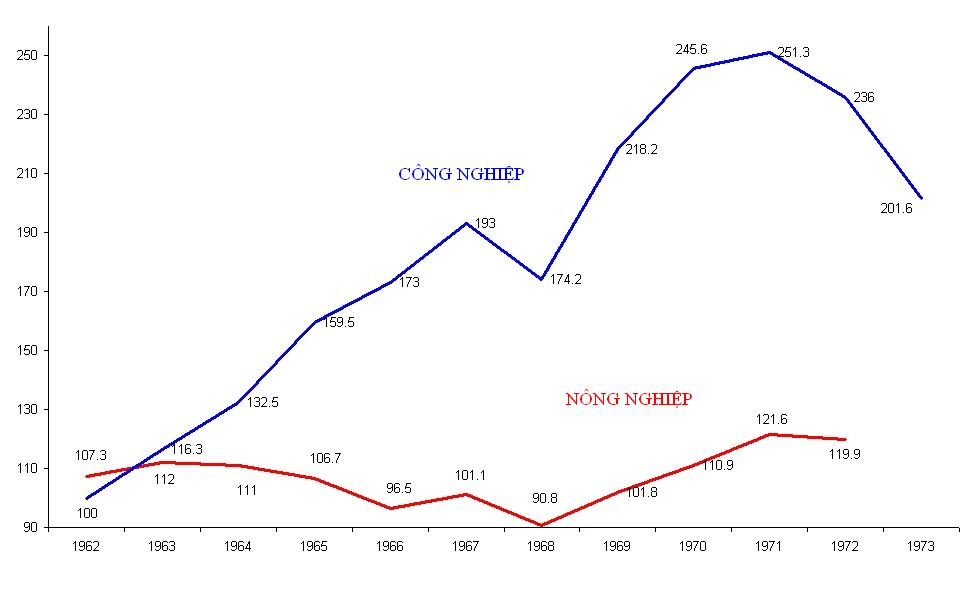
Evolución del desarrollo industrial y agrícola de la República de Vietnam.

En este periodo, creció la economía sumergida, el déficit presupuestario aumento de manera pronunciada, la hiperinflación golpeó la economía y la moneda fue devaluada continuamente, resultando en un periodo de depresión. El esfuerzo bélico tuvo un impacto negativo en el crecimiento económico, especialmente el necesario para hacer frente a la Ofensiva del Tet en 1968.
En 1965, Vietnam del Sur pasó de ser un exportador de arroz a importador. Las compras netas de arroz continuaron hasta la disolución del país en 1975. Esta bajada de la producción estuvo causada por un declive del cultivo entre 1965 a 1968. El nivel productivo comenzó a remontar a partir de 1968 debido a la expansión de las superficies cultivadas y la subida de la productividad, motivada fundamentalmente por el uso de fertilizantes químicos, la mecanización y nuevas variedades de arroz de alto rendimiento. La principal razón de las importaciones de arroz hasta 1975 fue que la demanda de arroz en las zonas controladas por el Vietcong aumentó, una demanda acompañada por las cada vez mayores penetraciones de tropas de Vietnam del Norte en el sur.

### Años 1969–1975
La economía de Vietnam del Sur debió afrontar dificultades producto de la abrupta caída de la demanda cuando el ejército norteamericano y sus aliados se retiraron de Vietnam del Sur. Los déficits del presupuesto aumentaron de manera brutal a pesar de que that domestic budget revenues and the US aids increased while the government had to take responsible for military actions on its own. Hyperinflation inccurred in this period. En 1970, la inflación (basada en el CPI en el pueblo de Saigón) alcanzó un valor de 36,8%, mientras que en 1973, subió hasta una tasa del 44,5%. En los últimos años de existencia de la República de Vietnam, el gobierno continuó adaptando políticas de limitación de importaciones, incentivo a la exportación, e incentivando el consumo doméstico. Esto condujo al crecimiento de las exportaciones, y de las importaciones.